# ハン・チェヨン
ハン・チェヨン（한채영、1980年9月13日 - ）は、韓国出身のタレント。
韓国の芸能事務所、BHエンターテインメントに所属。2007年8月にスターJエンタテインメントから移籍した。

## 来歴・人物
本名はキム・ジヨン（김지영、金 志英、Kim Ji-young）。スターJとホリプロが2001年7月に業務提携を結び、日本でのマネージメントをホリプロが担当していた時期がある。当時（2001年）彼女は、米国名のレイチェル・キム（Rachel Kim）という名前で日本でも芸能活動をしていた。
韓国の東国大学校演劇映像学部を卒業。身長172cm、体重47kg。血液型はA型。
趣味はファッションデザイン、バービー収集。特技はピアノ演奏、クラリネット演奏、フィギュアスケート。
完璧な8頭身、均整の取れた肢体と美しい顔から、韓国では「バービー人形」という愛称で親しまれている。
出身は韓国であるが、アメリカでの生活が長く、朝鮮語より英語のほうが得意。デビュー作『秋の童話』の本国放送時には、ぎこちない朝鮮語イントネーションと演技力に注文がつき、かなり苦労したが、その後1年にわたり演技指導を受け女優としての活動を再開、その後はドラマ、映画、CMなど芸能活動は多岐にわたる。

## エピソード

### 結婚報道
- プロポーズの贈り物として5億ウォン相当の指輪と2億ウォン相当の車をプレゼントされた[4]。
- 2007年6月3日午後6時、4歳年上の在米韓国人事業家(投資会社ファンドマネージャー)のチェ・ドンジュン[5]と、ソウルの新羅ホテル・ダイナスティーホールで結婚式を挙げ、バリ島とアメリカに1カ月間のハネムーンに旅立った。チェ・ドンジュンとは芸能界デビュー前に米国で知り合い、友人として交際を続け、2006年9月から恋人の関係に発展し、2007年初めに結婚を決意した。

### ケガ
- 2006年6月26日夜、「恋の花火」雨のシーン収録中の尻餅で、その後通院治療を要した[6]。
- 2007年12月7日午後、「不器用な人々」リハーサル中に転倒、右足首を骨折した[7]。

### その他
- 2005年3月、韓国南原市から「春香祭の広報大使」を委嘱された[8] [9]。

## 出演作品

### テレビドラマ
- 秋の童話（2000年 KBS）
- 父と息子 (2001年 SBS）
- 情 ～愛よりも深く～（2002年 SBS）
- 北京 My Love（2004年 KBS）
- 快傑春香（かいけつチュンヒャン）（2005年 KBS）
- オンリーユー（2005年 SBS）
- マイガール（2005年 SBS）
- 恋の花火（2006年 MBC）
- 花より男子〜Boys Over Flowers（2009年 KBS）
- 花を咲かせろ! イ・テベク（2013年 KBS）
- キレイな男（2013年 KBS）

### 映画
- REC【レック】撮られたら死ぬ（2000年 監督：キム・ギフン）
- 海賊、ディスコ王になる（2002年 監督：キム・ドンウォン）
- ワイルド・カード（2003年 監督：キム・ユジン）
- 今、愛する人と暮らしていますか?（2007年 監督：チョン・ユンス、制作：シネ2000）
- インフルエンス  （デジタル映画）（2010年 監督：イ・ジェギュ、）

### 演劇
- 不器用な人々（2007年12月～2008年3月 監督：チャン・ジン)

### CM
- 資生堂「マシェリ」（2001年 滝沢秀明と共演)

## 受賞歴
- 2005年KBS演技大賞人気賞（『快傑春香』）
- 2005年KBS演技大賞ベストカップル賞（『快傑春香』）
- 2005年第22回韓国ベストドレッサー賞（タレント部門）